# Дрворезбар
Дрворезбар или дограмаџија је занатлија који се бави израдом и украшавањем предмета од дрвета. У појединим крајевима, као што је Нови Пазар, та израда на двету се граничила са уметношћу.

## О занату
Дрворезбари су поѕнавали и технику израде дрвета. Та техника је обухватала сушење, лепљење и цепање дрвета.  Израђивали су се разни предмети који су се користили у домаћинству. Дограмаџије су имали посебну технику којом су летвице спакали лепком под пресом и на тај начин добијали предмете које су украшавли и резбарили. Дрвореѕбари су често радили у групи и израђивали предмете. 

## Занимљивост
Занимање дрворезбара је опстало и у данашње време, тако да представља изузетан спој уметности и заната. Постоји школа у коју се деца могу образовати да постану дрворезбари. Oбразовни профил дрворезбар припада подручју рада културе, уметности и јавно информисање. Предмети који се уче у школи су цртање и сликање, вајање, калиграфију, теорију форме, историју уметности, нацртну геометрију, практичну наставу и општеобразовне предмете. Након завршених  четири разреда, ученик је спреман за самосталан рад на изради скулптура у дрвету, украшавање намештаја, израду икона у дуборезу и слично. Постоји могућност наставка школовања на уметничким факултетима.